# 伊戈尔·米拉诺维奇
伊戈尔·米拉诺维奇（羅馬化：Igor Milanović，1965年12月18日—），塞尔维亚男子水球运动员。他曾代表南斯拉夫、南联盟参加1984年、1988年和1996年夏季奥林匹克运动会水球比赛，获得二枚金牌。